# Satellite Award per il miglior attore non protagonista
Il Satellite Award per il miglior attore non protagonista è un riconoscimento annuale dei Satellite Awards, consegnato dall'International Press Academy.
Dal 1996 al 2005 il premio era suddiviso tra miglior attore non protagonista in un film drammatico e miglior attore non protagonista in un film commedia o musicale. Nel 2006 la categoria si è unificata in miglior attore non protagonista.

## Vincitori e candidati
I vincitori sono indicati in grassetto.

### Miglior attore non protagonista in un film drammatico (1997-2005)

#### Anni 1990
1997
- Armin Mueller-Stahl – Shine
- Steve Buscemi – Fargo
- Robert Carlyle – Trainspotting
- Jeremy Irons – Io ballo da sola (Stealing Beauty)
- John Lynch – Moll Flanders (Moll Flanders)
- Paul Scofield – La seduzione del male (The Crucible)

1998
- Burt Reynolds – Boogie Nights - L'altra Hollywood (Boogie Nights)
- Billy Connolly – La mia regina (Mrs. Brown)
- Danny DeVito – L'uomo della pioggia (The Rainmaker)
- Samuel L. Jackson – La baia di Eva (Eve's Bayou)
- Robin Williams – Will Hunting - Genio ribelle (Good Will Hunting)

1999
- Donald Sutherland – No Limits (Without Limits)
- Robert Duvall – A Civil Action
- Jason Patric – Amici & vicini (Your Friends & Neighbors)
- Billy Bob Thornton – Soldi sporchi (A Simple Plan)
- Tom Sizemore – Salvate il soldato Ryan (Saving Private Ryan)

#### Anni 2000
2000
- Harry Lennix – Titus
- Tom Cruise – Magnolia
- Michael Caine – Le regole della casa del sidro (The Cider House Rules)
- Doug Hutchison – Il miglio verde (The Green Mile)
- Jude Law – Il talento di Mr. Ripley (The Talented Mr. Ripley)
- Christopher Plummer – Insider - Dietro la verità (The Insider)

2001
- Bruce Greenwood – Thirteen Days
- Jeff Bridges – The Contender
- Benicio del Toro – Traffic
- Robert De Niro – Men of Honor - L'onore degli uomini (Men of Honor)
- Albert Finney – Erin Brockovich - Forte come la verità (Erin Brockovich)
- Joaquin Phoenix – Il gladiatore (Gladiator)

2002
- Ben Kingsley – Sexy Beast - L'ultimo colpo della bestia (Sexy Beast)
- Jim Broadbent – Iris - Un amore vero (Iris)
- Billy Crudup – Charlotte Gray
- Ed Harris – A Beautiful Mind
- Ian McKellen – Il Signore degli Anelli - La Compagnia dell'Anello (The Lord of the Rings: The Fellowship of the Ring)
- Goran Višnjić – I segreti del lago (The Deep End)

2003
- Dennis Haysbert – Lontano dal paradiso (Far from Heaven)
- Jeremy Davies – Solaris
- Viggo Mortensen – Il Signore degli Anelli - Le due torri (The Lord of the Rings: The Two Towers)
- Paul Newman – Era mio padre (Road to Perdition)
- Alfred Molina – Frida
- Dennis Quaid – Lontano dal paradiso (Far from Heaven)

2004
- Djimon Hounsou – In America - Il sogno che non c'era (In America)
- Alec Baldwin – The Cooler
- Jeff Bridges – Seabiscuit - Un mito senza tempo (Seabiscuit)
- Benicio del Toro – 21 grammi (21 Grams)
- Omar Sharif – Monsieur Ibrahim e i fiori del Corano (Monsieur Ibrahim et les fleurs du Coran)
- Ken Watanabe – L'ultimo samurai (The Last Samurai)

2005 (gennaio)
- Christopher Walken – Dietro l'angolo (Around the Bend)
- David Carradine – Kill Bill: Volume 2 (Kill Bill: vol. 2)
- Jamie Foxx – Collateral
- Alfred Molina – Spider-Man 2
- Clive Owen – Closer
- Peter Sarsgaard – Kinsey

2005 (dicembre)
- Danny Huston – The Constant Gardener - La cospirazione (The Constant Gardener)
- Chris Cooper – Truman Capote - A sangue freddo (Capote)
- Jake Gyllenhaal – I segreti di Brokeback Mountain (Brokeback Mountain)
- Edward Norton – Le crociate - Kingdom of Heaven (Kingdom of Heaven)
- Mickey Rourke – Sin City
- Peter Sarsgaard – Jarhead

### Miglior attore non protagonista in un film commedia o musicale (1997-2005)

#### Anni 1990
1997
- Cuba Gooding Jr. – Jerry Maguire
- Woody Allen – Tutti dicono I Love You (Everyone Says I Love You)
- Danny DeVito – Matilda 6 mitica (Matilda)
- Gene Hackman – Piume di struzzo (The Birdcage)
- Ian McKellen – Cold Comfort Farm

1998
- Rupert Everett – Il matrimonio del mio migliore amico (My Best Friend's Wedding)
- Mark Addy – Full Monty - Squattrinati organizzati (The Full Monty)
- Cuba Gooding, Jr. – Qualcosa è cambiato (As Good as It Gets)
- Greg Kinnear – Qualcosa è cambiato (As Good as It Gets)
- Rip Torn – Men in Black

1999
- Bill Murray – Rushmore
- Jeff Daniels – Pleasantville
- John Goodman – Il grande Lebowski (The Big Lebowski)
- Bill Nighy – Still Crazy
- Geoffrey Rush – Shakespeare in Love

#### Anni 2000
2000
- William H. Macy – Happy, Texas
- Dan Hedaya – Le ragazze della Casa Bianca (Dick)
- Rhys Ifans – Notting Hill
- Bill Murray – Il prezzo della libertà (Cradle Will Rock)
- Ving Rhames – Al di là della vita (Bringing Out the Dead)
- Alan Rickman – Dogma

2001
- Willem Dafoe – L'ombra del vampiro (Shadow of the Vampire)
- Philip Seymour Hoffman – Quasi famosi (Almost Famous)
- Morgan Freeman – Betty Love (Nurse Betty)
- Tim Blake Nelson – Fratello, dove sei? (O Brother, Where Art Thou?)
- Brad Pitt – Snatch - Lo strappo (Snatch)
- Owen Wilson – Pallottole cinesi (Shanghai Noon)

2002
- Jim Broadbent – Moulin Rouge!
- Steve Buscemi – Ghost World
- Hugh Grant – Il diario di Bridget Jones (Bridget Jones's Diary)
- Carl Reiner – Ocean's Eleven - Fate il vostro gioco (Ocean's Eleven)
- Ben Stiller – I Tenenbaum (The Royal Tenenbaums)
- Owen Wilson – I Tenenbaum (The Royal Tenenbaums)

2003
- Michael Constantine – Il mio grosso grasso matrimonio greco (My Big Fat Greek Wedding)
- Chris Cooper – Il ladro di orchidee (Adaptation.)
- Jake Gyllenhaal – The Good Girl
- Philip Seymour Hoffman – Ubriaco d'amore (Punch-Drunk Love)
- Nicky Katt – Full Frontal
- John C. Reilly – The Good Girl

2004
- Eugene Levy – A Mighty Wind - Amici per la musica (A Mighty Wind)
- Johnny Depp – C'era una volta in Messico (Once Upon a Time in Mexico)
- Bill Nighy – Love Actually - L'amore davvero (Love Actually)
- Sam Rockwell – Il genio della truffa (Matchstick Men)
- Geoffrey Rush – La maledizione della prima luna (Pirates of the Caribbean: The Curse of the Black Pearl)
- Thomas Sangster – Love Actually - L'amore davvero (Love Actually)

2005 (gennaio)
- Thomas Haden Church – Sideways - In viaggio con Jack (Sideways)
- Joseph Fiennes – Il mercante di Venezia (The Merchant of Venice)
- Jeremy Irons – Being Julia - La diva Julia (Being Julia)
- Peter Sarsgaard – La mia vita a Garden State (Garden State)
- Mark Wahlberg – I ♥ Huckabees - Le strane coincidenze della vita (I ♥ Huckabees)
- Patrick Wilson – Il fantasma dell'Opera (The Phantom of the Opera)

2005 (dicembre)
- Val Kilmer – Kiss Kiss Bang Bang
- Tom Arnold – Happy Endings
- Corbin Bernsen – Kiss Kiss Bang Bang
- Steve Coogan – Happy Endings
- Craig T. Nelson – La neve nel cuore (The Family Stone)
- Jason Schwartzman – Shopgirl

### Miglior attore non protagonista (2006-presente)

#### Anni 2000
2006
- Leonardo DiCaprio – The Departed - Il bene e il male (The Departed)
- Alan Arkin – Little Miss Sunshine
- Adam Beach – Flags of Our Fathers
- Jack Nicholson – The Departed - Il bene e il male (The Departed)
- Brad Pitt – Babel
- Donald Sutherland – Aurora Borealis

2007
- Casey Affleck – L'assassinio di Jesse James per mano del codardo Robert Ford (The Assassination of Jesse James by the Coward Robert Ford) ex aequo
- Tom Wilkinson – Michael Clayton
- Javier Bardem – Non è un paese per vecchi (No Country for Old Men)
- Brian Cox – Zodiac
- Jeff Daniels – Sguardo nel vuoto (The Lookout)
- Ben Foster – Quel treno per Yuma (3:10 to Yuma)

2008
- Michael Shannon – Revolutionary Road (Revolutionary Road)
- Robert Downey Jr. – Tropic Thunder
- James Franco – Milk
- Philip Seymour Hoffman – Il dubbio (Doubt)
- Heath Ledger – Il cavaliere oscuro (The Dark Knight) (postumo)
- Rade Šerbedžija – Fugitive Pieces

2009
- Christoph Waltz - Bastardi senza gloria (Inglourious Basterds)
- Alfred Molina - An Education
- Timothy Spall - Il maledetto United (The Damned United)
- James McAvoy - The Last Station
- Woody Harrelson - Oltre le regole - The Messenger (The Messenger)

#### Anni 2010
2010
- Christian Bale - The Fighter
- Sean Penn - Fair Game - Caccia alla spia (Fair Game)
- Bill Murray - Get Low
- Pierce Brosnan - L'uomo nell'ombra (The Ghost Writer)
- Tommy Lee Jones - The Company Men
- Geoffrey Rush - Il discorso del re (The King's Speech)
- Andrew Garfield - The Social Network
- Jeremy Renner - The Town

2011
- Albert Brooks - Drive
- Viggo Mortensen - A Dangerous Method
- Hugo Weaving - Oranges and Sunshine
- Kenneth Branagh - My Week with Marilyn
- Colin Farrell - Come ammazzare il capo... e vivere felici (Horrible Bosses)
- Andy Serkis - L'alba del pianeta delle scimmie (Rise of the Planet of the Apes)
- Nick Nolte - Warrior
- Jonah Hill - L'arte di vincere (Moneyball)
- Christopher Plummer - Beginners
- Christoph Waltz - Carnage

2012
- Javier Bardem - Skyfall
- Philip Seymour Hoffman - The Master
- Robert De Niro - Il lato positivo - Silver Linings Playbook (Silver Linings Playbook)
- John Goodman - Flight
- Tommy Lee Jones - Lincoln
- Eddie Redmayne - Les Misérables

2013/2014
- Jared Leto - Dallas Buyers Club
- Jake Gyllenhaal - Prisoners
- Harrison Ford - 42 - La vera storia di una leggenda americana (42)
- Casey Affleck - Out of the Furnace
- Bradley Cooper - American Hustle - L'apparenza inganna (American Hustle)
- Ryan Gosling - Come un tuono (The Place Beyond the Pines)
- Michael Fassbender - 12 anni schiavo (12 Years Slave)
- Tom Hanks - Saving Mr. Banks

2015
- J.K. Simmons - Whiplash
- Edward Norton - Birdman
- Ethan Hawke - Boyhood
- Mark Ruffalo - Foxcatcher
- Robert Duvall - The Judge
- Andy Serkis - Apes Revolution - Il pianeta delle scimmie (Dawn of the Planet of the Apes)

2016
- Christian Bale - La grande scommessa (The Big Short)
- Sylvester Stallone - Creed - Nato per combattere (Creed)
- Paul Dano - Love & Mercy
- Michael Keaton - Il caso Spotlight (Spotlight)
- Mark Ruffalo - Il caso Spotlight (Spotlight)
- Benicio del Toro - Sicario

2017
- Jeff Bridges – Hell or High Water
- Mahershala Ali – Moonlight
- Lucas Hedges – Manchester by the Sea
- Hugh Grant – Florence (Florence Foster Jenkins)
- Eddie Murphy – Mr. Church
- Dev Patel – Lion - La strada verso casa (Lion)

2018
- Sam Rockwell – Tre manifesti a Ebbing, Missouri (Three Billboards Outside Ebbing, Missouri)
- Willem Dafoe – Un sogno chiamato Florida (The Florida Project)
- Armie Hammer – Chiamami col tuo nome (Call Me by Your Name)
- Dustin Hoffman – The Meyerowitz Stories
- Mark Rylance – Dunkirk
- Michael Shannon – La forma dell'acqua - The Shape of Water (The Shape of Water)

2019
- Richard E. Grant – Copia originale (Can You Ever Forgive Me?)
- Mahershala Ali – Green Book
- Timothée Chalamet – Beautiful Boy
- Russell Crowe – Boy Erased - Vite cancellate (Boy Erased)
- Adam Driver – BlacKkKlansman
- Sam Elliott – A Star Is Born

#### Anni 2020
2020
- Willem Dafoe – The Lighthouse
- Tom Hanks – Un amico straordinario (A Beautiful Day in The Neighborhood)
- Anthony Hopkins – I due papi (The Two Popes)
- Joe Pesci – The Irishman
- Wendell Pierce – Burning Cane
- Brad Pitt – C'era una volta a... Hollywood (Once Upon a Time... in Hollywood)

2021
- Chadwick Boseman - Da 5 Bloods - Come fratelli (Da 5 Bloods)
- Sacha Baron Cohen - Il processo ai Chicago 7 (The Trial of the Chicago 7)
- Kingsley Ben-Adir - Quella notte a Miami... (One Night in Miami...)
- Brian Dennehy - Driveways
- Bill Murray - On the Rocks
- David Strathairn - Nomadland

2022
- Kodi Smit-McPhee - Il potere del cane (The Power of the Dog)
- Robin de Jesús - Tick, Tick... Boom!
- Jamie Dornan - Belfast
- Ciarán Hinds - Belfast
- Jared Leto - House of Gucci
- J. K. Simmons - A proposito dei Ricardo (Being the Ricardos)

2023
- Ke Huy Quan - Everything Everywhere All at Once
- Paul Dano - The Fabelmans
- Brendan Gleeson - Gli spiriti dell'isola (The Banshees of Inisherin)
- Eddie Redmayne - The Good Nurse
- Jeremy Strong - Armageddon Time - Il tempo dell'apocalisse (Armageddon Time)
- Ben Whishaw - Women Talking - Il diritto di scegliere (Women Talking)

2024
- Mark Ruffalo - Povere creature! (Poor Things)
- Robert De Niro - Killers of the Flower Moon
- Robert Downey Jr. - Oppenheimer
- Ryan Gosling - Barbie
- Charles Melton - May December
- Dominic Sessa - The Holdovers - Lezioni di vita (The Holdovers)